# Forcipomyia guilleaumei
Forcipomyia guilleaumei är en tvåvingeart som beskrevs av Maurice Emile Marie Goetghebuer 1935. Forcipomyia guilleaumei ingår i släktet Forcipomyia och familjen svidknott.
Artens utbredningsområde är Belgien. Inga underarter finns listade i Catalogue of Life.